# تاغزوت (آيت مرغاد)
تاغزوت هو دُوَّار يقع بجماعة تيلمي، إقليم تنغير، جهة درعة تافيلالت في المملكة المغربية. ينتمي الدوّار لمشيخة آيت مرغاد التي تضم 13 دوار. يقدر عدد سكانه بـ 880 نسمة حسب الإحصاء الرسمي للسكان والسكنى لسنة 2004.

## روابط خارجية
- البوابة الوطنية للجماعات الترابية نسخة محفوظة 12 مارس 2018 على موقع واي باك مشين.
- المندوبية السامية للتخطيط